# 1007
1007 (MVII) var ett normalår som började en onsdag i den julianska kalendern.

## Händelser

### Okänt datum
- Ethelred II av England köper två års fred med danskarna för 36 000 silverpund.
- Den förste biskopen, kejsaren och kanslern Eberhard, tillsätts i Bamberg.

## Födda
- Isak I Komnenos, bysantinsk kejsare
- Gruoch, drottning av Skottland 1040–1058 (gift med Macbeth)

## Avlidna
- Badi' al-Zaman al-Hamadhani
- Guo (Zhenzong), kinesisk kejsarinna.